# Lista lacurilor din Madagascar
Aceasta este o listă a lacurilor din Madagascar.

## A
Lake Alaotra - Lake Anosy

## I
Lacul Ihotry

## K
Lacul Kinkony

## M
Lacul Mandraka - Lacul Mantasoa

## T
Lacul Tritriva - Lacul Tsimanampetsotsa